# Mesa camilla

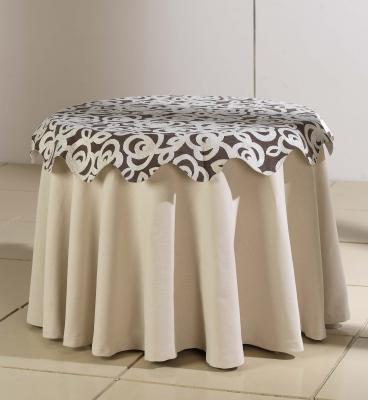
imagen de ejemplo

La llamada mesa camilla, ropa camilla o simplemente camilla, o mesa de camilla, es una mesa circular, rectangular o cuadrada, de madera, provista de un bastidor.
Se trata de una mesa que, habitualmente en invierno, se cubre con una o varias capas de tela gruesa que pueden llegar casi hasta el suelo (a estas telas se las llama "faldas", "ropa", "sayas" o "enaguas", y si son de tejido más liviano, algo más de adorno que de abrigo o si es para tener la camilla con "ropa" también fuera de la temporada de frío, se las conoce más por el diminutivo de esas mismas, así, se llaman "faldillas", "ropilla" o "enagüillas").
Normalmente, como es una mesa que suele ser el centro de reunión de las personas en la vivienda, para comer, o para un juego de cartas, o para taparse y calentarse mientras se ve una película o se lee, sentándose en un sofá, butaca, o sillas, para su uso en invierno, se le suele colocar una tarima (también de madera), que antiguamente siempre tenía un gran agujero circular central para colocar un brasero.
Hay quienes dejan la camilla "vestida" el año entero y le cambia la "ropa" según la temporada, con colores más armoniosos con la temporada y otros cambios que puedan hacerse en el estilo o decoración del entorno durante el año, y en ese caso suelen dejar la tarima el año entero e incluso el brasero aunque no se use.
También hay quienes optan por una mesa camilla con más calidad y estilo en el trabajo y la madera, porque cuando pasa el frío "desvisten" la mesa y dejan a la vista las 4 patas de la mesa y gusta que luzcan y hasta hagan juego con el resto de mobiliario. En ese caso, hay quienes retiran la tarima y la guardan hasta la temporada próxima, y quienes la dejan puesta si es una tarima más decorativa.
El uso de la tarima cumple dos funciones en invierno, por un lado era el dar soporte y estabilidad al brasero, y por otro, el colocar los pies aislados del frío del suelo.
La mesa camilla fue un sistema de abrigo muy común en el siglo XVI en España ya que las estancias no contaban con las innovaciones de calefacción. Esta fue una solución para combatir el frío, antes de la popularización de la calefacción central, y a veces como complemento.
La familia se reunía alrededor, poniendo las piernas bajo las faldillas para calentarse, y en ocasiones se levantaban las faldillas para que el aire cálido de debajo de la mesa se extendiera por el ambiente y sirviera para calentar algo la estancia.
Las mesas de camilla con braseros son causa de muchísimos incendios, además de los problemas para la salud que causa en la circulación de las piernas como las popularmente llamadas cabrillas. (médicamente es un ERITEMA AB IGNE) y otros más graves como varices o insuficiencia venosa crónica (IVC) por excesiva temperatura bajo la mesa camilla o por la exposición directa a fuentes de calor de alta potencia.
Actualmente se sigue comercializando la mesa camilla, y ya hay para ellas sistemas de calefacción seguros que evitan las posibilidades de incendios, y saludables para las piernas. Por tanto, en los hogares seguirá habiendo una mesa muy práctica y de todo uso donde compartir comidas, juegos, charlas, realizar tareas, o descansar de forma agradable al abrigo de su falda y con el calor de la calefacción, pero ya de una forma segura, con muy bajo consumo, y ecológica. 